# St-Pierre-St-Paul (Arville)

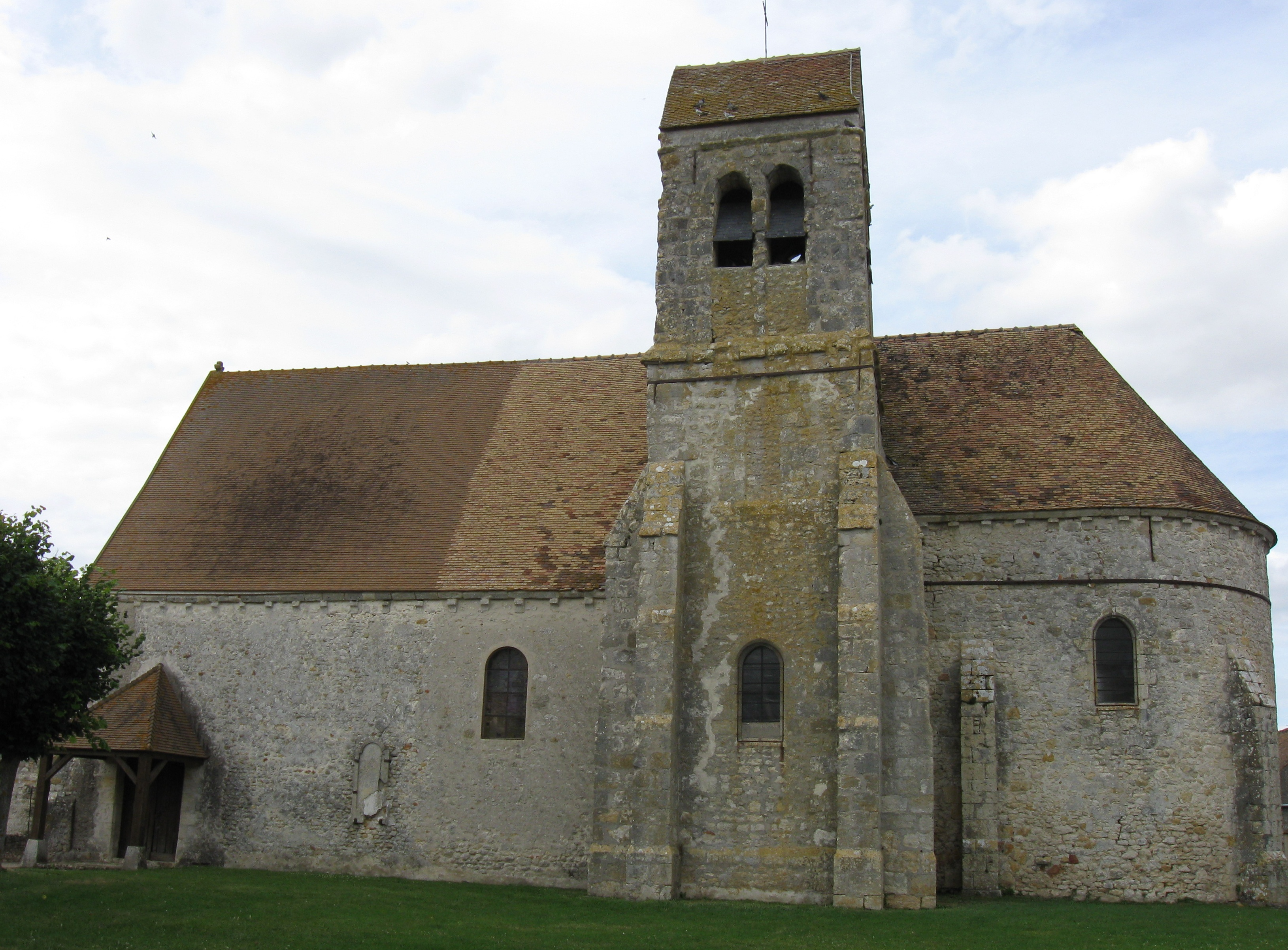
Kirche St-Pierre-St-Paul in Arville

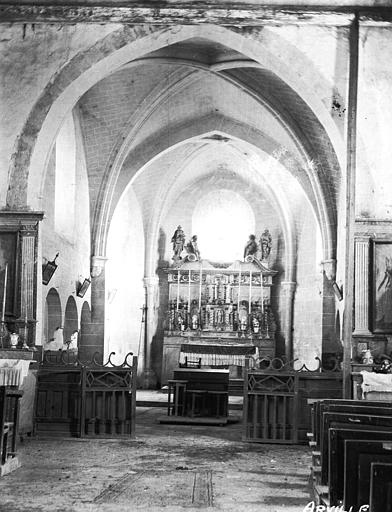
Innenansicht (um 1900)

Die katholische Kirche St-Pierre-St-Paul in Arville, einer französischen Gemeinde im Département Seine-et-Marne in der Region Île-de-France, wurde im 12. Jahrhundert errichtet. Im Jahr 1922 wurde die Kirche als Monument historique in die Liste der Baudenkmäler in Frankreich aufgenommen.
Der Saalbau im Stil der Romanik besitzt eine halbrunde Apsis mit rundbogigen Blendarkaden. Das Kreuzrippengewölbe markiert den Übergang zur Gotik.
Die Säulen im Kirchenschiff besitzen Kapitelle mit pflanzlichen Motiven. Das Schiff wurde im 17. Jahrhundert mit einer Holzdecke versehen.
Die Kirche wird von einem rechteckigen Glockenturm mit Strebepfeilern, der an Südseite angebaut wurde, überragt.
In den Jahren 2005/06 wurde die Ausstattung aus dem 16. und 17. Jahrhundert restauriert, die ebenfalls als Monument historique geschützt ist.